# Formazione Madygen

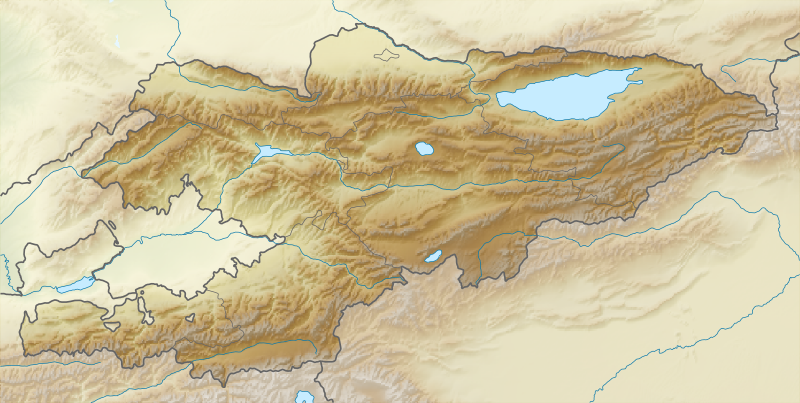
Formazione Madygen in Kyrgyzstan

La formazione Madygen è una formazione triassica del Kirghizistan.
Ricopre particolare importanza in quanto tra i suoi sedimenti lacustri e fluviali sono stati rinvenuti numerosi fossili di vertebrati mai ritrovati altrove o comunque molto rari.
Tra i fossili ritrovati hanno particolare rilievo quelli di alcuni pesci cartilaginosi quali i Chondrichthyes e quelli di alcuni inusuali rettili del triassico quali madysaurus, Sharovipteryx mirabilis e Longisquama insignis.